# Letanovce
Letanovce (in ungherese Létánfalva, in tedesco Lethensdorf) è un comune della Slovacchia facente parte del distretto di Spišská Nová Ves, nella regione di Košice.